# Jakob Laub
Jakob Johann Laub (nacido como Jakub Laub; Rzeszów, 7 de febrero de 1884–Friburgo, 22 de abril de 1962) fue un físico austrohúngaro, que también contó con la nacionalidad argentina, que se hizo reconocido por sus trabajos junto a Albert Einstein en el primer período de la teoría de la relatividad especial. En la Argentina, además fue designado como embajador en Polonia, entre otros cargos diplomáticos.

## Vida
Fue hijo del matrimonio formado por Abraham Laub y Anna Maria Schenborn, ambos de origen judío. Laub, que se convirtió del judaísmo al catolicismo, cambió su nombre de «Jakub» a «Jakob Johann», logrando así ingresar a una escuela católica en Rzeszów. Posteriormente estudió en la Universidad de Viena, la Universidad de Cracovia y finalmente en la Universidad de Göttingen, donde estudió matemática bajo la guía de David Hilbert, Woldemar Voigt, Walther Nernst, Karl Schwarzschild y Hermann Minkowski. Su última parada fue Universidad de Würzburg, donde logró un doctorado en 1907. Pronto estableció contacto con Wilhelm Wien, Arnold Sommerfeld, Johannes Stark y Albert Einstein. Cuando viajó a Berna en 1908 to visitó a Einstein (con quien se carteaba habitualmente y era amigo) cuando aún trabajaba éste como empleado de patentes. En 1909 comenzó a trabajar como asistente de Philipp Lenard en la Universidad de Heidelberg.
En 1911 emigró junto con su esposa Ruth Elisa Wendt a Argentina. Allí trabajó en el centro geofísico y astronómico de La Plata. Posteriormente, consiguió empleo como profesor de física en Buenos Aires. Luego de aceptar la nacionalidad argentina (con la consecuente castellanización de su nombre "Jacobo Juan") consiguió empleo en el servicio exterior de Argentina gracias a su vinculación con Horacio Oyhanarte, de quien fue secretario particular por unos años. Fue Cónsul General en Breslavia en 1937, a partide de ese año hasta el 4 de septiembre de 1939 fue embajador en Polonia, cuando es designado cónsul en Zúrich. En 1947 regresó a Alemania. Se instaló en Friburgo, donde sufrió dificultades económicas y debió vender sus cartas con Einstein.

## Trabajo científico
En 1905 comenzó a investigar sobre los rayos catódicos, junto con Wilhelm Wien. Posteriormente comenzó su trabajo en la relatividad especial y escribió en 1907 un importante trabajo en la óptica de los cuerpos en movimiento. En 1908 escribió algunos trabajos en conjuntos con Einstein al respetcto de las ecuaciones electromagnéticas, cuyo objetivo era reemplazar la formulación tetradimensional de la electrodinámica de Minkowski por una formulación clásica más simple. Tanto Laub como Einstein descartaron el formalismo del espacio-tiempo como demasiado complicado. Sin embargo, resultó que el formalismo espaciotiempo de Minkowski fue fundamental para el desarrollo posterior de la relatividad especial. Laub también publicó algunos artículos sobre los efectos relativistas dentro de gaseses y en 1910 escribió uno de los primeros artículos de estudio sobre la relatividad. También en los años siguientes, Laub todavía escribió muchos artículos científicos sobre diferentes temas.